# Monumento a Nizami Ganjavi
El Monumento a Nizami Ganjavi está dedicado a un gran poeta medieval, se encuentra en Taskent, capital de Uzbekistán, en una plaza cerca de la Universidad Estatal Pedagógica de Taskent que el nombre de Nizami, cerca de un parque que a su vez lleva el nombre de Babur. Ilham Jabbarov es el escultor del monumento.
El monumento fue instalado en su lugar el 23 de marzo de 2004. Ilham Aliyev, Presidente de Azerbaiyán y el Islam Karimov, Presidente de Uzbekistán participaron en la ceremonia de inauguración del monumento.